# Скерри, Виктор
Виктор Скерри (мальт. Victor Scerri; 17 июля 1929, Мальта — 4 августа 2019) — мальтийский футболист и тренер.

## Биография
В качестве футболиста выступал на позиции вратаря. Большую часть карьеры провел в клубе «Слима Уондерерс», с которым становился чемпионом страны. Провел три матча за сборную Мальты. После окончания карьеры десять лет возглавлял эту команду. Также Скерри дважды приходил в национальную команду. Именно он руководил «крестоносцами» в скандально известном матче отборочного турнира к ЧЕ-1984 против испанцев 21 декабря 1983 года, завершившемся поражением мальтийцев со счетом 1:12. Лишь победа с разницей в 11 мячей выводила «Красную фурию» в финальную часть турнира. Поединок считается одним из самых скандальных в истории мирового футбола.
Спустя годы Скерри выдвигал версию, что в перерыве матча (при счете 1:3 в пользу испанцев) игроки Мальты подверглись влиянию наркотиков:
"В перерыве вошел маленький человек в белом костюме с большим подносом, на котором лежали разрезанные пополам лимоны. Игроки взяли их и начали есть. Я говорил нашему доктору: «Может, их накачали наркотиками? Потому что во втором тайме они просто потеряли рассудок. Но доказательств у нас нет. Если бы были, футбол бы закончился».
После окончания встречи мальтийцы на своей родине подверглись травле и многие из них больше не сыграли за сборную. Ушел из нее и Скерри.
Наставник скончался 4 августа 2019 года в возрасте 90 лет.

## Достижения

### Футболиста
- Чемпион Мальты (3): 1953/54, 1955/56, 1956/57.
- Обладатель Кубка Мальты (6): 1951, 1952, 1956, 1959, 1961, 1963.

### Тренера
- Чемпион Мальты (3): 1970/71, 1971/72, 1975/76.
- Обладатель Кубка Мальты (2): 1969, 1974.